# Sân bay quốc tế Thạc Phóng Vô Tích
Sân bay quốc tế Thạc Phóng Vô Tích (tiếng Trung: 无锡硕放机场) là một sân bay (cảng hàng không, phi trường) ở Vô Tích, Giang Tô, Cộng hòa Nhân dân Trung Hoa (IATA: WUX, ICAO: ZSWX).

## Các hãng hàng không và tuyến bay

### Hành khách[3]
| Hãng hàng không         | Các điểm đến |
| ----------------------- | --- |
| Air China               | Bắc Kinh-Thủ đô |
| Cambodia Angkor Air     | Thuê chuyến: Siem Reap |
| China Airlines          | Taipei-Taoyuan |
| China Eastern Airlines  | Bangkok-Suvarnabhumi, Bắc Kinh-Thủ đô, Trường Sa, Thành Đô, Trùng Khánh, Đại Liên, Quảng Châu, Quý Dương, Cáp Nhĩ Tân, Hong Kong, Kunming, Lanzhou, Lijiang, Thanh Đảo, Seoul-Incheon, Thẩm Dương, Thâm Quyến, Singapore, Đài Bắc-Đào Viên, Tongren, Hạ Môn, Xi'an, Yinchuan Thuê chuyến: Jeju, Phuket, Siem Reap |
| China Southern Airlines | Quảng Châu, Thâm Quyến |
| HK Express              | Hong Kong |
| Jin Air                 | Busan |
| Mandarin Airlines       | Taichung |
| New Gen Airways         | Krabi |
| Shenzhen Airlines       | Bangkok-Suvarnabhumi, Bắc Kinh-Thủ đô, Trường Xuân, Trường Sa, Thành Đô, Trùng Khánh, Đại Liên, Phúc Châu, Quảng Châu, Quế Lâm, Quý Dương, Kunming, Lanzhou, Macau, Manzhouli, Osaka-Kansai, Tam Á, Shantou, Thẩm Dương, Thâm Quyến, Đài Bắc-Đào Viên, Tokyo-Narita, Vũ Hán, Hạ Môn, Tây An, Yichang, Yinchuan    |
| Sichuan Airlines        | Thành Đô, Trùng Khánh |
| Tigerair                | Singapore |
| TransAsia Airways       | Taipei-Taoyuan |
| Uni Air                 | Taichung Thuê chuyến: Kaohsiung |
| Xiamen Airlines         | Phúc Châu, Cáp Nhĩ Tân |

### Hàng hóa
| Hãng hàng không       | Các điểm đến                          |
| --------------------- | ------------------------------------- |
| Donghai Airlines      | Bắc Kinh-Thủ đô, Quanzhou, Thâm Quyến |
| SF Airlines           | Thâm Quyến                            |
| Yangtze River Express | Hong Kong, Thượng Hải-Phố Đông        |